# Campionati europei di short track - gara maschile 3000 metri
La gara maschile 3000 metri è stata una delle prove disputate durante i campionati europei di short track dal 1997 ad 2001.

## Albo d'oro
| Anno | Oro               | Argento           | Bronzo            |
| ---- | ----------------- | ----------------- | ----------------- |
| 1997 | Fabio Carta       | Bruno Loscos      | Martin Johansson  |
| 1998 | Michele Antonioli | Fabio Carta       | Nicky Gooch       |
| 1999 | Fabio Carta       | Michele Antonioli | Bruno Loscos      |
| 2000 | Fabio Carta       | Nicky Gooch       | Michele Antonioli |
| 2001 | Cees Juffermans   | Nicky Gooch       | Nicola Rodigari   |

## Medagliere complessivo
Aggiornato al 2024
| Pos.   | Paese       | Oro | Argento | Bronzo | Totale |
| ------ | ----------- | --- | ------- | ------ | ------ |
| 1      | Italia      | 4   | 2       | 2      | 8      |
| 2      | Paesi Bassi | 1   | 0       | 0      | 1      |
| 3      | Regno Unito | 0   | 2       | 1      | 3      |
| 4      | Francia     | 0   | 1       | 1      | 2      |
| 5      | Svezia      | 0   | 0       | 1      | 1      |
| Totale | Totale      | 5   | 5       | 5      | 15     |